# Pièces d'identités
Pour plus de détails, voir Fiche technique et Distribution.
Pièces d'identités est un film franco-belgo-congolais (RDC) réalisé par Mwezé Ngangura, sorti en 1998. Le film montre un vieux roi congolais retournant en Belgique pour chercher sa fille, qui y est partie à l'âge de huit ans pour poursuivre ses études afin de devenir médecin.

## Synopsis
Mani, roi congolais des Bakongos, part à la recherche de sa fille, Mwana, dont il n'a plus eu de nouvelles depuis plusieurs années. Pour cela, il se rend à Bruxelles, où elle s'est installée pour entamer des études de médecine. Cependant, depuis l'époque coloniale, la ville à bien changé et l'homme se retrouve, avec ses attributs traditionnels, à vivre une série d'aventures comiques, un peu déboussolé. Le film en profite pour aborder des thèmes tels que l'immigration, l'identité culturelle, et l'homme rencontre d'anciens colons, ainsi que des personnages typiques de la culture congolaise.

## Distribution
Sauf indication contraire, les informations mentionnées dans cette section peuvent être confirmées par la base de données cinématographiques IMDb,  présente dans la section « Liens externes ».
- Gérard Essomba : Mani Kongo, le roi des Bakongos
- Dominique Mesa : Mwana, la fille de Mani Kongo
- Mwanza Goutier : Viva-wa-Viva, le sapeur, toujours habillé d’une manière extravagante
- Jean-Louis Daulne : Chaka Joe, le chauffeur de taxi qui aide Mani Kongo à retrouver sa fille et l'entraîne à travers ses aventures[2]
- Herbert Flack : Jefke Schengen, le dernier administrateur colonial du Bakongo, commissaire de police en Belgique
- Cécilia Kankonda : Safi, une étudiante en médecine, amie et colocataire de Mwana
- Thilombo Lubambu : Mayele, le neveu de Mani Kongo qui tombe amoureux de Safi.

## Fiche technique
Sauf indication contraire, les informations mentionnées dans cette section peuvent être confirmées par la base de données cinématographiques IMDb,  présente dans la section « Liens externes ».
- Titre original : Pièces d'identités
- Réalisateur : Mwezé Ngangura
- Date de sortie en Belgique : 19 juillet 1999
- Date de sortie en France : 26 juillet 2000
- Production : Films Sud, Sol'œil Films
- Son : Frank Struys
- Musique : Papa Wemba, Jean-Louis Daulne
- Pays de production :  République démocratique du Congo,  France,  Belgique
- Distribution : Films Sud, Libération Films
- Durée : 97 minutes
- Genre : comédie dramatique
- Format de distribution : 35 mm

## Bande sonore
Pièces d'identités comporte divers aspects de la musique congolaise. La bande sonore du film mélange de la musique de style modernes et aussi traditionnel. Dans la plupart des scènes situés au pays dans la République démocratique de Congo, le film utilise une musique plus traditionnelle et a souvent recours au tam-tam, lié à la culture folklorique africaine. Puis, à la place des tam-tams, la bande sonore vire vers une musique populaire et contemporaine qui utilise des flûtes et la célèbre guitare congolaise. L’artiste célèbre congolais Papa Wemba y figure même en personne.
Quand Mani Kongo part en Belgique, la musique devient plus européenne. L’instrument le plus entendu demeure l'accordéon, qui est utilisé dans les scènes du bar Katanga. Le film fait aussi des références à la chanson française folklorique (Ne pleure pas, Jeannette). Néanmoins, la musique traditionnelle africaine est réintroduite par moments. Chaque fois qu’il y a une scène dans la boîte africaine, par exemple, la musique renvoie à des tambours et des chekerés. Dans la scène avec Mama Afrique, les sons deviennent particulièrement plus folkloriques, mais avec des paroles ressemblant au rap moderne.

## Accueil
Le film reçoit un accueil mitigé de la part de la presse, Télérama estimant ainsi que le concept du « déracinement pèche par maladresse ». Pour L'Obs, le film « ne tient pas tout à fait la distance » mais « reste sensé ».
Dans le même temps, Christophe Konkobo, de la revue Nouvelles études francophones, dresse une critique positive du traitement qui est fait par l'œuvre du thème du colonialisme, écrivant qu'elle « dévoile [...] le fonctionnement d'un système moderne de hiérarchisation culturelle et de domination, clone du colonialisme ».

## Distinctions
Le film obtient l'Étalon de Yennenga au Festival panafricain du cinéma et de la télévision de Ouagadougou de 1999.